# Biserica de lemn din Podele

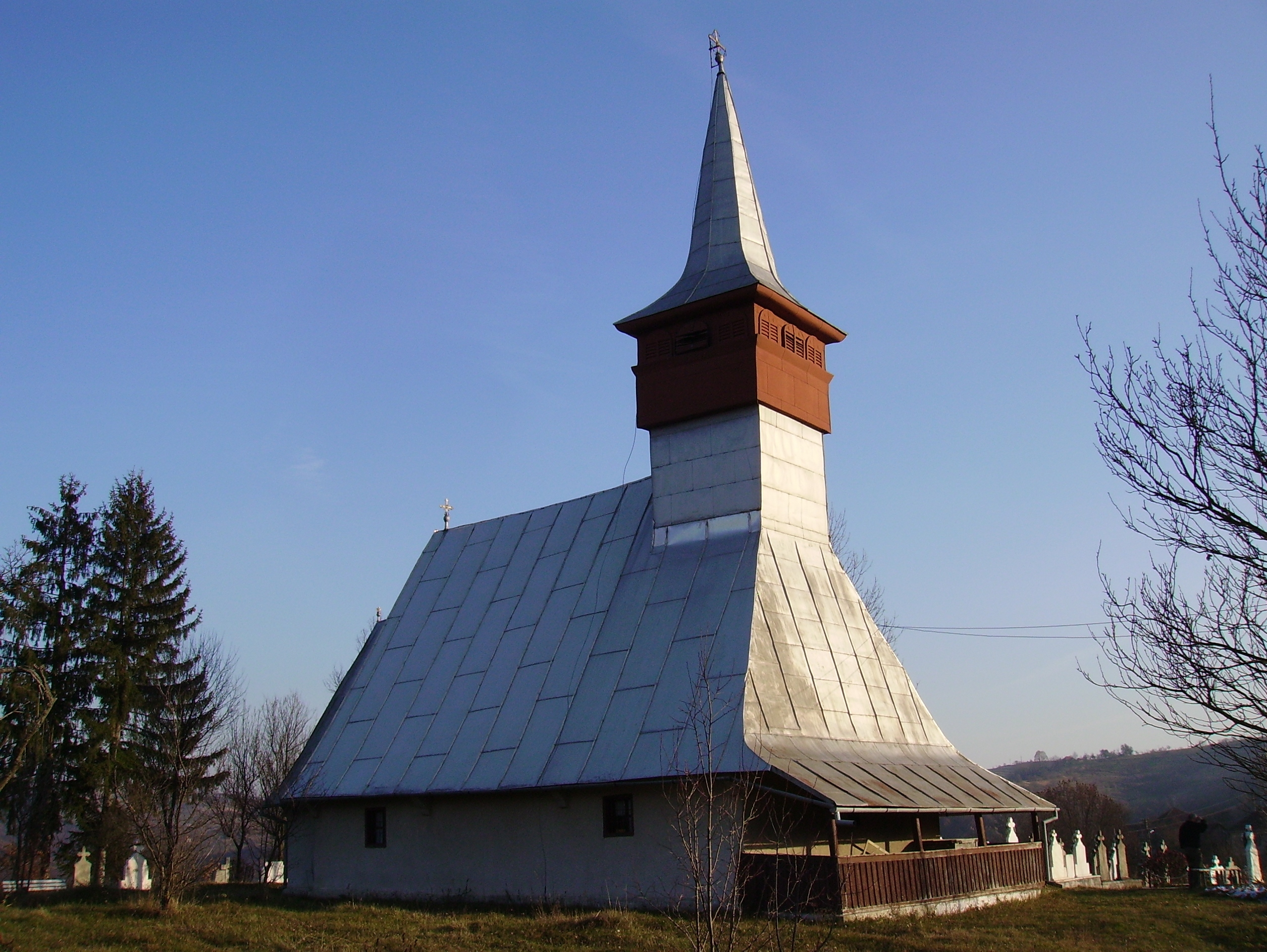
Biserica de lemn „Adormirea Maicii Domnului” din Podele, comuna Luncoiu de Jos, județul Hunedoara, foto: octombrie 2008.

Biserica de lemn din Podele, comuna Luncoiu de Jos, județul Hunedoara a fost construită în anul 1851. Are hramul „Adormirea Maicii Domnului”. Biserica nu a fost introdusă în noua listă a monumentelor istorice.

## Istoric
Biserica satului Podele a fost ridicată pe Dâmbul Peța, într-un loc greu accesibil dinspre „drumul țării”, în anul 1851, în timpul păstoririi preotului Nicolae Poienar. Este un edificiu de plan dreptunghiular, cu absida pentagonală, decroșată, prevăzut cu un turn-clopotniță robust, cu foișor închis și coif piramidal. Potrivit tradiției locale, biserica a fost strămutată pe actualul amplasament în anul 1862, cu acel prilej pereții fiindu-i consolidați și extinși printr-un pridvor unitar, adosat de-a lungul laturilor de vest și de sud ale pronaosului; ca ostenitor este consemnat meșterul lemnar „Pătru Draia din Tomnatic”. Aspectul actual și-l datorează reparațiilor din anii 1957-1960 și 1984, șantiere care au presupus tencuirea suprafeței interioare și exterioare a bârnelor, căptușirea cu scânduri a bolții și schimbarea învelitorii de șiță cu una nouă, din tablă; în 1985, interiorul a fost pictat în tehnica „tempera”, biserica fiind apoi sfințită în 1989. Din patrimoniul lăcașului au făcut parte câteva icoane pe sticlă de la mijlocul secolului al XIX-lea. Cu excepția conscripției din anii 1829-1831, nici comisiile de catagrafiere anterioare și nici harta iosefină a Transilvaniei (1769-1773) nu înregistrează prezența unei înaintașe.

## Imagini

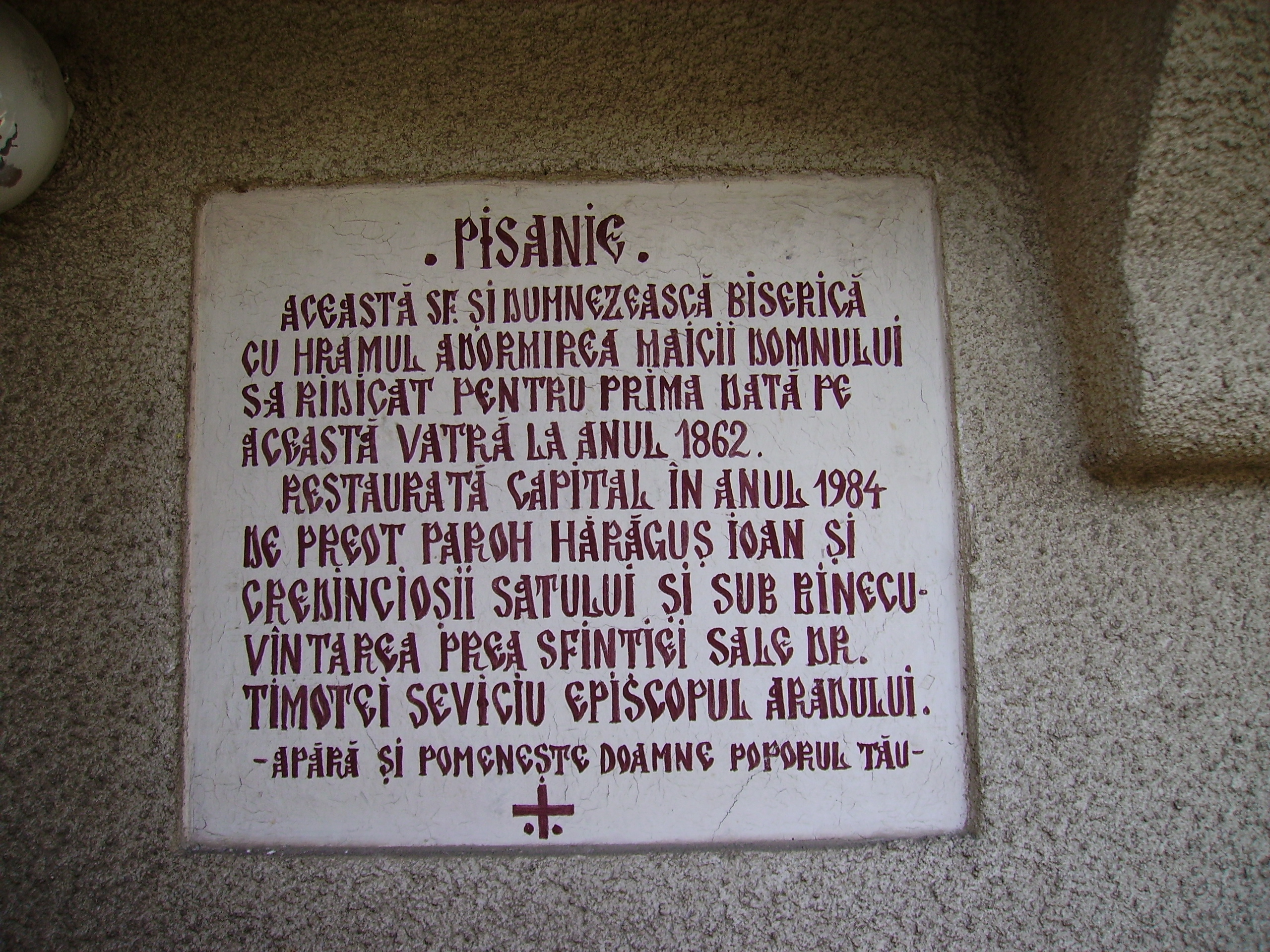